# Río Incaguaz
El río Incaguaz es un curso natural de agua que nace en la cordillera de los Andes, fluye en la Región de Coquimbo y desemboca en el río Turbio (Elqui).
(No se debe confundir con el río Incahuasi en la cuenca del salar de Atacama.)

## Trayecto
El río Incaguaz nace en el extremo sureste de la cuenca del río Elqui, drena las aguas provenientes directamente de la ladera occidental de la divisoria de aguas internacional reciciendo por su ribera izquierda al río San Andrés y su hoya hidrográfica (04304) corre con dirección norte paralela a las del río Cochiguaz (al occidente) y la del río La Laguna al oriente hasta conectar la ribera sur del río Turbio.

## Caudal y régimen
La hoya hidrográfica del río Elqui, incluyendo sus principales tributarios: río Claro, estero Derecho, río Cochiguaz, río Turbio, río La Laguna y río Del Toro, observa un régimen nival, con los mayores caudales entre noviembre y febrero en años húmedos. En años de sequía los caudales tienden a ser más uniformes a lo largo del año, sin mostrar diferencias relevantes. El período de estiaje ocurre en meses de invierno, en el trimestre dado por los meses de junio, julio y agosto.: 54 

## Historia
Francisco Astaburuaga escribió en 1899 en su obra póstuma Diccionario geográfico de la República de Chile sobre el río:
Ingagua.-—Riachuelo de corto curso y de poca agua que se halla entre las sierras de los Andes de la parte oriental del departamento de Elqui y corre hacia el N. á echarse en la izquierda del Río Turbio á corta distancia al SE. ó más arriba de Guanta. Inga es voz anticuada de inca, y gua está por hue; significando paraje del inca, aunque también se tiene el nombre por contracción de ingaguasi, casa del inca.::